# Белорусский Хельсинкский комитет
Белорусский Хельсинкский комитет (БХК) — добровольная, независимая, неполитическая, общественная, правозащитная организация, учреждённая постановлением Конгресса Белорусского ПЕН-центра от 2 сентября 1995 года. БХК зарегистрирован Минюстом в ноябре 1995 года
1 октября 2021 г. Верховный суд Белоруссии ликвидировал БХК, решение Верховного суда обжалованию не подлежит.
В июле 2022 года Белорусский Хельсинкский комитет получил консультативный статус при ЭКОСОС ООН.
Цель организации — защита прав человека в Белоруссии в соответствии с Хельсинкскими соглашениями.
Правительство притесняет организацию. Например, штраф в размере $73000 за якобы неуплаченные налоги на деньги, перечисленные Европейским союзом по программе TACIS (2003 г., отменён Верховным судом в 2004 г.), и уголовное преследование сотрудников организации.
В результате отъезда в США первой главы Татьяны Протько с 11 апреля 2008 года по 16 декабря 2022 года председателем являлся Олег Гулак.

## История
Основание БХК было реакцией на общественно-политическую ситуацию в Беларуси того времени, а катализатором процесса его образования стало очернение национального бело-красно-белого флага. Учредителями Белорусского Хельсинкского комитета стали известные общественные, политические и культурные деятели страны: Василь Быков (он же первый председатель наблюдательного совета БХК), Рыгор Бородулин, Радим Гарецкий, Светлана Алексиевич, Геннадий Буравкин, Юрий Хадыка, Карлос Шерман.
В 1997 г. БХК становится членом Международной хельсинкской федерации по правам человека.
В начале мая 1999 года Министерство юстиции Республики Беларусь вынесло предупреждение БХК за участие их представителей в «альтернативных» президентских выборах, объявленных Центральной избирательной комиссией под руководством Виктора Гончара.
1 октября 2021 года Верховный суд Белоруссии ликвидировал БХК, бывшее на тот момент предпоследней правозащитной организацией в стране. Основанием было названо то, что БХК якобы заплатил гонорары за наблюдение на президентских выборах двум людям. Ранее Постоянный координатор ООН в Беларуси выражал озабоченность в связи с возможной ликвидацией БХК, кроме того в защиту БХК выступили такие организации как Amnesty International, Международная федерация за права человека, Front Line Defenders, Human Rights Foundation, Human Rights Watch.
Тем не менее БХК заявил о продолжении своей деятельности.
В июле 2022 года Белорусский Хельсинкский комитет получил консультативный статус при ЭКОСОС ООН, став первой белорусской НПО с таким статусом.

## Представительства
БХК имеет представительства в Барановичах (Брестская область), Бобруйске (Могилёвская область), Молодечно (Минская область), Орше (Витебская область), Солигорске (Минская область) и во всех областных центрах, кроме Гомеля.